# Красне-Ельжбецин
Красне-Ельжбецин (пол. Krasne-Elżbiecin) — село в Польщі, у гміні Красне Пшасниського повіту Мазовецького воєводства.
Населення — 113 осіб (2011).
У 1975-1998 роках село належало до Цехановського воєводства.

## Демографія
Демографічна структура станом на 31 березня 2011 року:
|          | Загалом | Допрацездатний вік | Працездатний вік | Постпрацездатний вік |
| -------- | ------- | ------------------ | ---------------- | -------------------- |
| Чоловіки | 58      | 18                 | 34               | 6                    |
| Жінки    | 55      | 14                 | 29               | 12                   |
| Разом    | 113     | 32                 | 63               | 18                   |